# 拟鼻花马先蒿大唇亚种
拟鼻花马先蒿大唇亚种（学名：Pedicularis rhinanthoides sp. labellata）为玄参科马先蒿属下的一个亚种。

## 扩展阅读
- 維基物種上的相關：拟鼻花马先蒿大唇亚种